# 孔克仁
孔克仁（？—？），江苏镇江句容人，祖籍山東曲阜，明朝初期政治人物。
其早年从行省都事晋升为郎中，与宋濂侍朱元璋，朱元璋经常与其讨论天下形势和以往朝代兴亡故事。洪武二年，其授諸子經，向功臣子弟讲学。后出任江州知州，后因事连坐而死。